# Menschen im Norden
Menschen im Norden ist ein französisches Filmdrama aus dem Jahre 1934 von Julien Duvivier mit Madeleine Renaud und Jean Gabin in den Hauptrollen. Die Geschichte basiert auf dem Roman Maria Chapdelaine (1913) von Louis Hémon.

## Handlung
Die Geschichte spielt im französischsprachigen Teil Kanadas. In Quebec kehrt der raubeinige Trapper, Holzfäller und Pelztierjäger François Paradis nach drei Jahren in der Wildnis in die Zivilisation zurück. Auch Maria Chapdelaine ist nach einem Monat in der Stadt wieder in heimatliche Gefilde heimgekommen. Über Marias Vater Samuel lernt François die junge Frau kennen, für die er Gefühle entwickelt, aber aufgrund einer in der Wildnis angeeigneten, gewissen Stumpfheit und Ruppigkeit nicht so recht auszudrücken vermag. Paradis gewinnt dem rauen aber herzlichen Klima, das unter den hiesigen Menschen im dörflichen Ambiente herrscht einiges ab, dann aber muss er wieder hinaus, in die „feindliche Wildnis“, um seinem Broterwerb, der Pelzjagd, nachzugehen. Traurig sieht Maria ihn, dessen Gefühle sie erwidert, in die Weiten Kanadas wieder entschwinden.
Eutrope Gagnon, ein Nachbar der Familie Chapdelaine, zeigt ebenfalls Interesse an Marias, doch sie hat nur Gedanken für François und wie es ihm wohl gehen mag. Als Maria den jungen und attraktiven Lorenzo Surprenant kennenlernt, einen kultivierten Städter, der sich zu ihr hingezogen fühlt, beginnt Maria an ihren Gefühlen zu zweifeln. Wieder naht ein harter Winter, da kehrt Paradis plötzlich heim und sieht sich auf einmal mit zwei Konkurrenten um Maria Chapdelaines Gunst konfrontiert. Während einer Feier tanzt Maria nacheinander mit ihren drei Verehrern. Nicht enden wollender Schneefall und eisige Temperaturen fordern bald ihren ersten Tribut: Marias Mutter Laura stirbt während eines heftigen Schneesturms, der die Protagonisten im kleinen Dorf festhält.

## Produktion und Veröffentlichung
Die Außenaufnahmen zu Maria Chapdelaine, so der Originaltitel, fanden an 25 Tagen im Sommer 1934 in der frankokanadischen Provinz Québec statt. Robert Vernay assistierte Regisseur Duvivier. Jacques Krauss gestaltete die Filmbauten. Nach den Studioaufnahmen wurde der Film am 14. Dezember 1934 uraufgeführt.
1935 wurde der Film in Cannes gezeigt und Julien Duvivier mit einer Special Mention ausgezeichnet. Die österreichische Premiere fand am 6. Jänner 1938 statt, in Deutschland wurde der Film offensichtlich nicht gezeigt.
2006 veröffentlichte die Edition Prestige eine DVD zusammen mit einem Booklet und umfangreichem Bonusmaterial. Der Film ist in französischer Sprache ebenfalls in der Sammelbox La collection Jean Gabin, éd. limitée 2006 enthalten.

## Auszeichnungen
- Der Film erhielt 1934 den Grand prix du cinéma français, demjenigen Jahr, in dem dieser Filmpreis ins Leben gerufen wurde[2].
- 1935 erhielt das Drama auf den Internationalen Filmfestspielen von Venedig eine besondere Erwähnung.
- Österreichs Bundesministerium für Unterricht verlieh Maria Chapdelaine 1937 das Prädikat „kulturell wertvoll“.

## Rezeption

### Kritiken
Wiens Der gute Film schrieb wenige Monate vor der anstehenden österreichischen Premiere im Frühjahr 1938: „Die kleinen Schicksale dieser Menschen zeichnet der Film. Liebe und Tod, Frühling und Herbst; das Weiterausharren im Lande und das Aufsichnehmen des Schicksals. Der Film kennt starke Szenen, voll poetischer Kraft. (…) Das Sterben der Mutter, die mit einem Lied ihrer Jugend im Ohr hinüberschlummert, die trutzige Predigt des Pfarrers, der seine Bauern an die von den Vätern überkommene Tradition erinnert, sind Höhepunkte. Gespielt wird ganz schlicht und einfach, alle Schauspielerei tritt zurück. (…) Gesamturteil: Ein kulturhistorisches Lebensbild. Ethisch, künstlerisch, kulturell wertvoll.“
In Wiens Der Tag ist zu lesen: „Wir sehen einen großartigen Film, der in glücklichster Weise die Mitte zwischen Spiel- und sogenannten Kulturfilm hält und den Nachweis liefert, daß Spiel (auch im Film) mit Kultur sich durchaus vereinigen läßt. Wir sehen schließlich eine Fülle scheinbar aus dem Vollen, aus dem Leben dieser Franzosen in der Provinz Quebec gegriffener Gestalten, wir sehen Jean Gabin, der den ‚Coureur des bois‘ zu einem menschlichen Kerl macht. Bloß daß Madeleine Renaud, die Maria Chapdelaine des Films, kein kanadisches Farmerkind, sondern die Traurigkeit eines sehr intellektuellen, sehr städtischen, sehr großstädtischen Mädchens spielt, dürfen wir bedauern.“.

### Film
2015 drehte der kanadische Regisseur Jean-Claude Labrecque den Dokumentarfilm Remembering Maria Chapdelaine. In einer Art Dokufiktion befassen sich Labrecque und sein Team mit der Erforschung der Grenzen von Fantasiewelt und Realität. Neben Ausschnitten aus Duviviers Film nutzt der Regisseur Archivmaterial aus Frankreich und Kanada sowie eigene Filmaufnahmen, die er mit seinem Team 2013 am Ufer des Péribonka, einer der Spielorte des Films, gedreht hat.
Der Roman von Louis Hémon hat nach Duviviers Film auch als Vorlage für Filme von Marc Allégret, Gilles Carle und Sébastien Pilote (* 1973) gedient.